# Joseph Effner
Joseph Effner, nemški arhitekt, krščen 4. februarja 1687, Dachau, Nemčija; † 23. februar 1745, München, Nemčija.
Effner se je rodil v vrtnarski družini, ki je skrbela za bavarske kraljeve vrtove vrsto let. Tudi sam je začel šolanje za vrtnarja v Parizu, a je z dovoljenjem Maksimilijana II presedlal na arhitekturo.  Od leta 1715 do 1726 je bil Effner tako dvorni arhitekt bavarskega vladarja Maksimilijan II. Delal je na dvorcu Nymphenburg, kjer je obstoječe Barellijeve zgradbe razširil. V parku je ustvaril paviljone Pagodenburg (1716-1719), Badenburg (1718-1721) in Magdalenenklause (1725-1728).  Na dvorcu Nymphenburg ga je zamenjal François de Cuvilliés, Effner pa je prevzel nadzor nad vrtnarji.  Med drugim je dokončal palačo Schleissheim, ki se danes nahaja blizu Münchna. 
Effner je na mnogih projektih sodeloval s Zimmermannom in Cuvilliésom, s čimer je močno prispeval k razvoju rokokoja na Bavarskem. Zanj je značilno, da imajo njegova dela francoski pridih, saj se je arhitekture učil v Parizu. 

## Glavna dela
- Nadgradnja Palače Dachau (1715-1717)
- Palača Fürstenried, München (1715-1717)
- Povečanje parka in palače Nymphenburg - izgradnja Pagodenburga, Badenburga in Magdalenenklause (1716-1719, 1718-1721, 1725-1728)
- Povečanje palače Schleissheim (1719-1726)
- Palais Preysing, München (1723-1729)